# Partit Laborista (Nova Caledònia)
El Partit Laborista (en francès: Parti travailliste, PT) és un partit polític independentista i altermundialista de Nova Caledònia, fundat el 2007 i considerat el braç polític del sindicat Unió Sindical de Treballadors i Explotats Canacs (USTKE). Es considera proper al moviment altermundialista francès encapçalat per José Bové.

## Creació
Fou fundat arran del Congrés de la Rivière-Salée a Nouméa el 17 i 18 de novembre de 2007, en presència de José Bové, qui ha mostrat el seu suport a l'acció política. Va sorgir com a branca política del sindicat independentista USTKE després de la presentació de candidats del FLNKS a les eleccions legislatives franceses de 2007, i decidí presentar els seus propis candidats. Louis Kotra Uregei va obtenir el 5,45% a la primera circumscripció i François-Xavier Apock el 6,20% a la segona.
Es considera més esquerrà que el FLNKS i no té president, sinó que és dirigit per un directori de prop de quaranta membres. Tot i així, el seu fundador i de l'USTKE, Louis Kotra Uregei, és la figura amb més personalitat d'aquest nou partit.

## Eleccions de 2009
El partit es presentà per primer cop a les eleccions provincials de Nova Caledònia de 2009 i va obtenir el 7,97% dels vots i 3 escons al Congrés de Nova Caledònia. Va obtenir l'11,97% dels vots i 3 escons a la Província del Nord, el 3,98% a la Província del Sud, i el 20,06% i 2 escons a les Illes de la Lleialtat.